# Бодио Ломнаго
Бодио Ломнаго (итал. Bodio Lomnago) је насеље у Италији у округу Варезе, региону Ломбардија.
Према процени из 2011. у насељу је живело 2012 становника. Насеље се налази на надморској висини од 278 м.

## Становништво
| 1931. | 1936. | 1951. | 1961. | 1971. | 1981. | 1991. | 2001. | 2011. |
| ----- | ----- | ----- | ----- | ----- | ----- | ----- | ----- | ----- |
| 831   | 815   | 833   | 764   | 807   | 1.541 | 1.947 | 2.012 | 2.119 |